# Orlov (stacja kolejowa)
Orlov – stacja kolejowa w miejscowości Orlov w powiecie Lubowla, w kraju preszowskim, na Słowacji.
Na stacji znajduje się budynek stacyjny. 3 tory. Peron z płyt betonowych, oświetlony. Brak wiat przystankowych. Semafory świetlne.